# Кемпа (Люблінський повіт)
Кемпа (пол. Kępa) — село в Польщі, у гміні Божехув Люблінського повіту Люблінського воєводства.
Населення — 208 осіб (2011).
У 1975-1998 роках село належало до Люблінського воєводства.

## Демографія
Демографічна структура станом на 31 березня 2011 року:
|          | Загалом | Допрацездатний вік | Працездатний вік | Постпрацездатний вік |
| -------- | ------- | ------------------ | ---------------- | -------------------- |
| Чоловіки | 105     | 23                 | 75               | 7                    |
| Жінки    | 103     | 21                 | 57               | 25                   |
| Разом    | 208     | 44                 | 132              | 32                   |